# Římskokatolická farnost – děkanství Hradec Králové I
Římskokatolická farnost – děkanství Hradec Králové I je územním společenstvím římských katolíků v rámci královéhradeckého vikariátu královéhradecké diecéze.

## O farnosti

### Historie
Kostel Svatého Ducha, pozdější katedrála, je doložen v Hradci Králové již ve druhé půli 13. století. Později byl kostel přebudován do podoby gotického trojlodí. V roce 1664, kdy byla založena královéhradecká diecéze, byl svatodušní chrám prohlášen katedrálou.

### Současnost
Farnost má sídelního duchovního správce, který je tradičně jmenován z řad kanovníků královéhradecké katedrální kapituly. Ve farnosti existuje samostatná duchovní správa při původně jezuitském kostele Nanebevzetí Panny Marie.
| Kostel                       | Místo          | Bohoslužba                                | Bohoslužba                                                            | Poznámka                                  |
| ---------------------------- | -------------- | ----------------------------------------- | --------------------------------------------------------------------- | ----------------------------------------- |
| Katedrála sv. Ducha          | Hradec Králové | neděle pondělí úterý čtvrtek pátek sobota | 6.30; 9.30; 11.00 18.30 (mimo květen)                                 | farní kostel (katedrála)                  |
| Kaple sv. Klementa           | Hradec Králové | pondělí úterý středa čtvrtek pátek sobota | 7.00 (v květnu) 7.00 (v květnu) / 18.30 (mimo květen) 7.00 (v květnu) | kaple                                     |
| Kaple sv. Karla Boromejského | Hradec Králové | neslouží se pravidelně                    | neslouží se pravidelně                                                | kaple v biskupské rezidenci               |
| Kaple sv. Vojtěcha           | Hradec Králové | neslouží se pravidelně                    | neslouží se pravidelně                                                | kaple v Novém Adalbertinu                 |
| Kaple                        | Hradec Králové | neděle pondělí úterý středa čtvrtek pátek | 15.00 14.00                                                           | oratorium ve Fakultní nemocnici           |
| Kaple sv. Jana Nepomuckého   | Hradec Králové | nelze sloužit                             | nelze sloužit                                                         | zrušená kaple bývalého kněžského semináře |